# Moishe Postone
 (septembre 2015).
 (septembre 2015).
Moishe Postone, dit Morris Postone né le 17 avril 1942 à Edmonton au Canada et mort le 19 mars 2018 à Chicago (Illinois) est un professeur d'histoire canadien à l'université de Chicago.
Il est surtout connu en France pour son ouvrage Temps, travail et domination sociale paru en anglais en 1993 et traduit en français en 2009. Cet ouvrage, synthèse de plusieurs décennies de réflexion, a été salué pour son importance théorique et son aspect novateur.

## Parcours
Il est le fils d'Abraham Isaac Postone et d'Evelyn Postone (née Haft) à Vancouver au Canada.
Il vit à Francfort-sur-le-Main de 1976 à 1982. Il collabore à l'Institut de Recherche sociale et obtient en 1983 un doctorat à l'université Johann Wolfgang Goethe. La titularisation qui lui avait été refusée par la faculté de sociologie de l'université de Chicago lui a été accordée par celle d'histoire.[réf. souhaitée]
Philosophe et historien de la pensée allemande, il est spécialiste de l'antisémitisme moderne et de l'histoire des idées en Europe. Mais ses recherches incluent aussi la théorie sociale, en particulier la critique de la modernité, l'Allemagne au 20e siècle et les transformations globales contemporaines.

## La pensée de Moishe Postone
Moishe Postone a élaboré une réinterprétation de la théorie critique du Marx de la maturité qui, tout en étant indépendante, présente des points communs avec le courant théorique de la « critique de la valeur », au même titre que Robert Kurz (1943-2012), Anselm Jappe ou Roswitha Scholz en Allemagne (autour de la revue Krisis).
André Gorz dit dans une de ses dernières interviews : « Ce qui m'intéresse depuis quelques années, est la nouvelle interprétation de la théorie critique de Marx publiée par Moishe Postone chez Cambridge University Press. Si je peux faire un vœu, c'est de la voir traduite en même temps que les trois livres publiés par Robert Kurz ».

### Une théorie critique de la valeur: contre le « marxisme traditionnel»
Dès 1978, Moishe Postone entame une réflexion critique sur la théorie de la valeur de Marx. Il s'oppose alors à ce qu'il appelle le « marxisme traditionnel », une théorie inapte selon lui à produire une critique véritable du capitalisme. En effet, Postone fustige le marxisme dominant de son époque, qui n'aurait pas perçu la dimension critique des écrits de Marx, et notamment du Capital. En particulier, le marxisme traditionnel serait incapable de penser de manière critique les relations que nous entretenons avec notre travail et les relations que nous entretenons avec la nature.
Toujours en opposition au « marxisme traditionnel », Moishe Postone publie en 1993 Time, Labor and Social Domination. Dans cet ouvrage, il propose une « réinterprétation de l’œuvre de Marx », en fondant l'argumentaire sur la valeur, le capital et le travail comme catégories centrales et déterminantes de l'ensemble de l'analyse marxienne. En s'inspirant de manière très critique de théories marxistes hétérodoxes (comme Isaak Roubine, Roman Rosdolsky, etc.), de certains auteurs de l'École de Francfort (comme Sohn-Rethel, resté marginal dans cette école) dont il montre les présupposés du tournant pessimiste avec Horkheimer, Moishe Postone interprète les écrits critiques sur l'économie de Marx (en particulier Le Capital dans sa 1re édition, et les Grundrisse) comme l'élaboration d'une théorie sociale de la valeur.

#### Le Capital: une théorie critique immanente à son objet
Moishe Postone pense qu'au cours de l'écriture des Grundrisse, Marx arrive à la conclusion qu'une théorie critique adéquate doit être complètement immanente à son objet. La critique ne peut pas être entreprise d'un point de vue externe à l'objet, mais doit apparaître dans le mode de la présentation elle-même. Le Capital est alors structuré de cette façon immanente, ce qui rend son interprétation particulièrement difficile.
En effet, précisément à cause de la nature fermement structurée, immanente du mode de présentation de Marx, l'objet de la critique de Marx (par exemple, la valeur, aussi bien que le travail qui la constitue, qui en réalité, explique Postone, sont analysés comme des formes historiquement spécifiques au capitalisme, et ne peuvent pas être utilisés pour d'autres sociétés) est fréquemment pris comme le point de vue de cette critique. Les sections méthodologiques des Grundrisse clarifient donc non seulement ce mode de présentation, mais d'autres sections rendent explicites que les catégories du capital comme de la valeur sont historiquement spécifiques à la formation sociale capitaliste, que la prétendue théorie de la valeur-travail n'est pas une théorie de la richesse (transhistorique) créée par le travail (lui aussi perçu transhistoriquement comme métabolisme de l'homme avec la nature).
Précisément parce qu'ils ne sont pas structurés de façon immanente, les Grundrisse fournissent une clé pour lire Le Capital. C'est là la clé de la réinterprétation de l'œuvre du Marx de la maturité, qu'opère Postone.

#### Faire une « critique du travail sous le capitalisme»
En partant donc d'une mise en évidence du caractère historiquement spécifique de la critique de Marx, Moishe Postone dégage alors une nouvelle théorie critique qui s'attaque à l'essence même du capitalisme : la forme de travail spécifique à la formation sociale capitaliste. Pour reprendre ses mots, il s'agit de faire « une critique du travail sous le capitalisme », et non pas « une critique du capitalisme du point de vue du travail », perspective qu'il associe au marxisme traditionnel.
En effet, dans les sociétés non capitalistes, le travail est distribué par des rapports sociaux manifestes. Un individu acquiert les biens produits par d'autres par le médium de rapports sociaux non déguisés. Les activités du travail reçoivent leur signification et sont déterminées par des rapports personnels, ouvertement sociaux et qualitativement particuliers (différenciés selon le groupe social, le rang social, le large éventail des coutumes, des liens traditionnels, des rapports de pouvoir non déguisés, des décisions conscientes, etc.). Or, dans une formation sociale capitaliste,

« Les objectivations du travail sont le moyen par lequel on acquiert les biens produits par d'autres ; on travaille pour acquérir d'autres produits. C'est donc à quelqu'un d'autre que le producteur que sert le produit (en tant que bien, en tant que valeur d'usage) - au producteur, il sert de moyen pour acquérir les produits du travail des autres producteurs. C'est en ce sens qu'un produit est une marchandise : il est à la fois valeur d'usage pour l'autre et moyen d'échange pour le producteur. Cela signifie que le travail a une double fonction : d'un côté, c'est un type de travail spécifique qui produit des biens particuliers pour d'autres, mais d'un autre côté, le travail, indépendamment de son contenu spécifique, sert au producteur de moyen pour acquérir les produits des autres. »

Cette fonction du travail, qui est spécifique à la vie sociale dans le capitalisme, est à la base de la socialisation moderne : on l'appelle le « travail abstrait ». Posé dans sa fonction de nouvelle médiation sociale des rapports sociaux, le travail sous le capitalisme n'est plus une activité extérieure au capitalisme, qui s'opposerait au capital, et qu'il faudrait « libérer ».
Pour Moishe Postone, le travail est le fondement du capitalisme, justifiant son abolition.

#### Le fétichisme de la marchandise
Il apparaît de plus en plus aujourd’hui que le nouveau concept de « fétichisme de la marchandise », qui n'a plus rien à voir avec une mystification de la conscience (une représentation inversée), constitue la partie centrale de l’héritage intellectuel de Marx.
Le « fétichisme de la marchandise » n’est pas seulement une fausse représentation, et encore moins une adoration exagérée des marchandises. Le « fétichisme » va désormais être référé à la structure même de la marchandise. C'est alors une théorie du « fétichisme objectif » (Jappe) ou radicalisé, c'est-à-dire que tant qu'existent la valeur (objectivation de la fonction spécifique qu'a le travail sous le capitalisme), la marchandise et l'argent, la société est effectivement gouvernée par l'automouvement des choses créées par elles-mêmes, et non pas par une manipulation subjective des classes dirigeantes.
Les sujets ne sont pas les hommes, mais ce sont bien plutôt leurs relations objectivées qui sont au cœur de la socialisation sous le capitalisme. C'est que le fétichisme, note Postone, doit être analysé « en termes de structure de relations sociales constituée par des formes de praxis objectivantes et saisie par la catégorie du capital (et donc de la valeur). Le Sujet de Marx, comme celui de Hegel, est alors abstrait et ne peut pas être identifié avec quelque acteur social que ce soit » (Postone, Time, p. 75-76, version américaine). Ici le fétichisme consiste donc dans des rapports réifiés, réellement aliénés.
Il est le monde « réellement renversé » du capital, où le travail abstrait (qui n’est pas le travail immatériel) devient le lien social, une médiation sociale qui se médiatise par elle-même, en réduisant le travail concret à une simple expression du travail abstrait. Le travail abstrait est alors à la source de l'aliénation.
C’est à partir de ce concept qu’on peut bâtir une critique radicale de la marchandise, de l’argent, de la valeur, du travail et de la politique, c’est-à-dire une critique qui ne se limite pas à décrire les luttes menées autour de leur gestion et de leur distribution (la « lutte des classes » traditionnelle), mais qui reconnaît que ces catégories elles-mêmes font problème : elles sont propres à la seule modernité capitaliste, et sont responsables de ses côtés destructeurs et autodestructeurs.

### Théorie de l'antisémitisme moderne et théorie de la valeur: la personnification de l'abstrait
Dans son article de 1986, Antisémitisme et national-socialisme, Moishe Postone élabore une réflexion sur l'antisémitisme moderne et plus particulièrement sur l'idéologie national-socialiste. Mais on pourrait aussi décrire le résultat auquel il aboutit comme un élément majeur dans l'élaboration d'une théorie sociohistorique de la conscience et de la subjectivité déterminées par des formes sociales au cours de la socialisation sous le capitalisme, puisque ce qui est dit sur l'antisémitisme moderne peut aussi décrire une tendance de l'anticapitalisme vulgaire qui cherche la personnification des objets pris dans sa critique[pas clair]. Mais s'il faut dénoncer l'antisémitisme latent de beaucoup de théories qui se veulent anticapitalistes[réf. nécessaire], il faut également s'opposer à ceux qui dénoncent toute critique du capitalisme comme antisémite. La critique de la valeur aboutit justement à une critique des mécanismes structurels du capitalisme qui n'attribue pas les méfaits de celui-ci aux agissements de groupes humains particuliers.

#### L'antisémitisme sous le capitalisme
Moishe Postone montre que l'antisémitisme moderne est très différent de la plupart des formes de racisme et de l'antisémitisme chrétien (issu d'une longue tradition d'antijudaïsme contre le peuple déicide qui a tué Jésus). Il diffère d'eux parce qu'il projette un énorme pouvoir invisible global des Juifs, il y a l'idée d'une conspiration mondiale qui est intrinsèque à l'antisémitisme moderne. Par rapport à cette singularité qu'a l'antisémitisme dans la modernité, Postone essaye d'analyser l'antisémitisme par rapport à la notion marxienne du caractère duel de la catégorie de marchandise. Ainsi, il observe que les caractéristiques que l'antisémitisme discerne chez les Juifs, sont les mêmes que celles concernant la valeur : abstraction, invisibilité, automatisme, domination impersonnelle. Postone soutient que la forme de la socialisation sous le capitalisme (par la fonction historiquement spécifique qu'a le travail sous le capitalisme) rend justement possible la séparation du concret (comme étant socialement « naturel », sain, vrai, etc.) et de l'abstrait, abstrait que l'on voit comme empiétant sur le concret, le dénaturant et le déformant.[réf. nécessaire]

#### Analyse du national-socialisme
Pour Moishe Postone, cette opposition entre le concret et l'abstrait déterminée par les formes sociales, irrigue toutes les formes de subjectivité, et permet donc de comprendre une caractéristique centrale de l'idéologie nationale-socialiste[source insuffisante]. Car cette idéologie n'était pas fondamentalement antimoderne et ce serait une erreur de l'étiqueter comme telle. Il est vrai qu'elle a revendiqué la défense de la paysannerie et du travail artisanal, mais elle a aussi affirmé la production technologique et industrielle moderne. Le nazisme a été au contraire une forme vulgaire d'anticapitalisme. Le rejet de la bourgeoisie et de ses valeurs est présent dans le nazisme. Il y a plus de sens à voir l'idéologie nazie comme l'affirmation de la dimension concrète – qui inclut la technologie et la production industrielle, aussi bien que la paysannerie et le travail manuel – comme cœur de la vie sociale saine, organique, et cela contre la dimension abstraite, matérialisée par le capital financier. L'abstrait est au contraire rejeté – et il est personnifié par les Juifs. Postone analyse la figure du Juif dans l'antisémitisme moderne comme incarnation de la valeur abstraite et les camps d'extermination seront alors interprétés comme des « usines » pour détruire la valeur.

## Réception
Moishe Postone s'est vu opposer des critiques de la part du marxisme traditionnel ou venant de l'écologie politique, aussi bien par des auteurs français qu'anglo-saxons. Elles ont trait, pour Jacques Bidet, à la logique interne de son raisonnement théorique, à sa compréhension de Marx qui serait imparfaite, et enfin à l'impasse à laquelle il aboutirait concernant l'après-capitalisme,,. Le philosophe Benoît Bohy-Bunel et le sociologue brésilien Paul Henrique Furtado de Araujo, ont tous deux fait une réponse à la critique de Jacques Bidet.

## Ouvrages

### En français
- Marx est-il devenu muet ? : Face à la mondialisation, Éditions de l'Aube, 2003, 105 p. (ISBN 978-2-87678-852-7)
- Temps, travail et domination sociale : Une réinterprétation de la théorie critique de Marx [« Time, Labor and Social Domination: A Reinterpretation of Marx's Critical Theory »], Mille et une Nuits, 2009, 587 p. (ISBN 978-2-7555-0102-5)
  - On retrouvera deux extraits de ce livre « Travail abstrait et médiation sociale » (p. 221-235) et « Travail abstrait et fétiche » (p. 247-255).
- « Théorie critique et réflexivité historique », in F. Fischbach (dir.), Marx, Relire Le Capital, PUF, Paris, 2009 (traduction de Franck Fischbach).
- « Repenser la critique du capitalisme à partir de la domination sociale du temps et du travail », entretien réalisé par Stephen Bouquin, Les Mondes du travail, no 9/10, printemps-été 2011.
- « Quelle valeur a le travail ? », Mouvements, no 68, 2011.
- « Le sujet de l’histoire : repenser la critique de Hegel dans l’œuvre marxienne de la maturité », Actuel Marx, no 50, 2011 (traduction de Frédéric Montferrand).
- Critique du fétiche capital : Le capitalisme, l'antisémitisme et la gauche, PUF, 2013, 208 p. (ISBN 978-2-13-062120-1)
- Marx, par-delà le marxisme. Repenser une théorie critique du capitalisme, Crise & Critique, 2023.
- La Société comme moulin de discipline. Théories critiques et transformations du capitalisme, Crise & Critique, 2024.

### En anglais
- (en) Necessity, Labor and Time: A Reinterpretation of the Marxian Critique of Capitalism, Social Research, no 45, 1978
- (en) Anti-Semitism and National Socialism, in A. Rabinbach and J. Zipes (eds.), Germans and Jews Since the Holocaust, New York: Holmes and Meier, 1986.
- (en) History and Critical Social Theory (Review essay on Jürgen Habermas, The Theory of Communicative Action) in Contemporary Sociology. vol. 19, no 2, mars 1990.
- (en) After the Holocaust: History and Identity in West Germany, in K. Harms, L.R. Reuter and V. Dürr (eds.), Coping with the Past: Germany and Austria after 1945, Madison: University of Wisconsin Press, 1990.
- (en) Political Theory and Historical Analysis, in C. Calhoun (éd.), Habermas and the Public Sphere, Cambridge, Mass.: MIT Press, 1992.
- (en) Bourdieu: Critical Perspectives, (Codirection avec Craig Calhoun and Edward LiPuma), Chicago and Cambridge: University of Chicago Press and Polity Press, 1993.
- (en) Time, Labor and Social Domination: A Reinterpretation of Marx's Critical Theory, New York and Cambridge: Cambridge University Press, 1993.
- (en) Deconstruction as Social Critique: Derrida on Marx and the New World Order, [review essay on Jacques Derrida, Specters of Marx] in History and Theory, octobre 1998.
- (en) Rethinking Marx in a Postmarxist World, in Charles Camic (éd.), Reclaiming the Sociological Classics. Cambridge, Mass.: Blackwell Publishers, 1998.
- (en) Contemporary Historical Transformations: Beyond Postindustrial and Neo-Marxist Theories, Current Perspectives in Social Theory. vol. 19, 1999. Stamford, Conn: JAI Press Inc., 1999.
- (en) « The Holocaust and the Trajectory of the Twentieth Century », in M. Postone and E. Santner (eds.) Catastrophe and Meaning, University of Chicago Press, 2003.
- (en) Lukács and the Dialectical Critique of Capitalism, in R. Albritton and J. Simoulidis, (eds.), New Dialectics and Political Economy, Houndsmill, Basingstoke and New York: Palgrave Macmillan, 2003.
- (en) Catastrophe and Meaning: The Holocaust and the Twentieth Century, [Codirection avec Eric Santner] Chicago: University of Chicago Press, 2003.
- (en) Reflections on Jewish History as General History: Hannah Arendt's Eichmann in Jerusalem, in Raphael Gross and Yfaat Weiss (eds.), Jüdische Geschichte als Allgemeine Geschichte, Göttingen, Germany: Vandenhoeck and Ruprecht, 2006.
- (en) « Critique, State, and Economy » in Fred Rush (éd.) The Cambridge Companion to Critical Theory, Cambridge: Cambridge University Press, 2004.
- (en) Theorizing the Contemporary World: David Harvey, Giovanni Arrighi, Robert Brenner, in R. Albritton, B. Jessop, R. Westra (eds.), Political Economy of the Present and Possible Global Future(s), London, New York, Delhi: Anthem Press. 2007.
- « History and the Critique of Capitalism », conférence de Moishe Postone le 25 novembre 2009 à Lille (France).

### En allemand
- (de) Deutschland, die Linke und der Holocaust - Politische Interventionen, Fribourg (Allemagne), Ca Ira Verlag, 2005.

### En espagnol
- (es) Marx Reloaded: Repensar la teoria critica del capitalismo, Madrid: Traficantes de Suenos. 2007

#### Sur la critique de la valeur
- Anselm Jappe, Les Aventures de la marchandise. Pour une nouvelle critique de la valeur, Denoel, 2003.
- Jean-Marie Vincent, Critique du travail. Le faire et l'agir, PUF, 1987, (épuisé et en téléchargement libre).
- Groupe Krisis, Manifeste contre le travail, UGE 10/18, 2002.
- Robert Kurz, Lire Marx, Paris, éditions de La Balustrade, 2002 (réédition 2013).
- Quelques ennemis du meilleur des mondes, Sortir de l'économie, Éditions Le Pas de côté, 2013.

### Interviews
- Interview de Moishe Postone par Salih Selcuk, dans Yarim, Istanbul, février 2005 (traduction française).
- « Repenser la théorie critique du capitalisme », conférence-débat de Moishe Postone, Londres, mars 2007.